# Batalla de Bakhmut
|  | Aquest article es refereix a esdeveniments derivats de la Invasió russa d'Ucraïna del 2022. |

La batalla de Bakhmut és una sèrie d'enfrontaments militars prop de la ciutat de Bakhmut entre les Forces Armades d'Ucraïna i la combinació de les Forces Armades de Rússia i les forces pro-russes del Donbàs.

## Antecedents
Bakhmut, anteriorment conegut com a Artemivsk, va ser el lloc de la batalla d'Artemivsk de 2014 entre Ucraïna i l'autodeclarada República Popular de Donetsk. Els separatistes pro-russos havien capturat parts de la ciutat durant els disturbis pro-russos de 2014 a Ucraïna a l'abril, i una unitat de forces especials ucraïnesa juntament amb la Guàrdia Nacional van ser enviades per expulsar els separatistes de la ciutat. Els separatistes van ser expulsats als afores de la ciutat, on els enfrontaments van continuar fins al juliol de 2014, quan finalment es van retirar de la zona.
El 24 de febrer del 2022, Rússia va envair Ucraïna, en una forta escalada de la guerra russo-ucraïnesa, que havia començat el 2014. La invasió va provocar la crisi de refugiats de més ràpid creixement a Europa des de la Segona Guerra Mundial, amb més de 6,5 milions d'ucraïnesos fugint del país i un terç de la població desplaçada. El 8 de maig, Serguei Haidai, governador de l'óblast de Luhansk, va dir al seu canal de Telegram que els russos controlaven només la meitat de la ciutat de Popasna, però després va admetre que les forces ucraïneses se n'havien retirat. El 12 de maig, les forces russes havien derrotat les forces ucraïneses a la batalla de Rubijne i havien establert el control total de la ciutat, promovent els seus intents d'envoltar Severodonetsk.

### Bombardeig de la ciutat

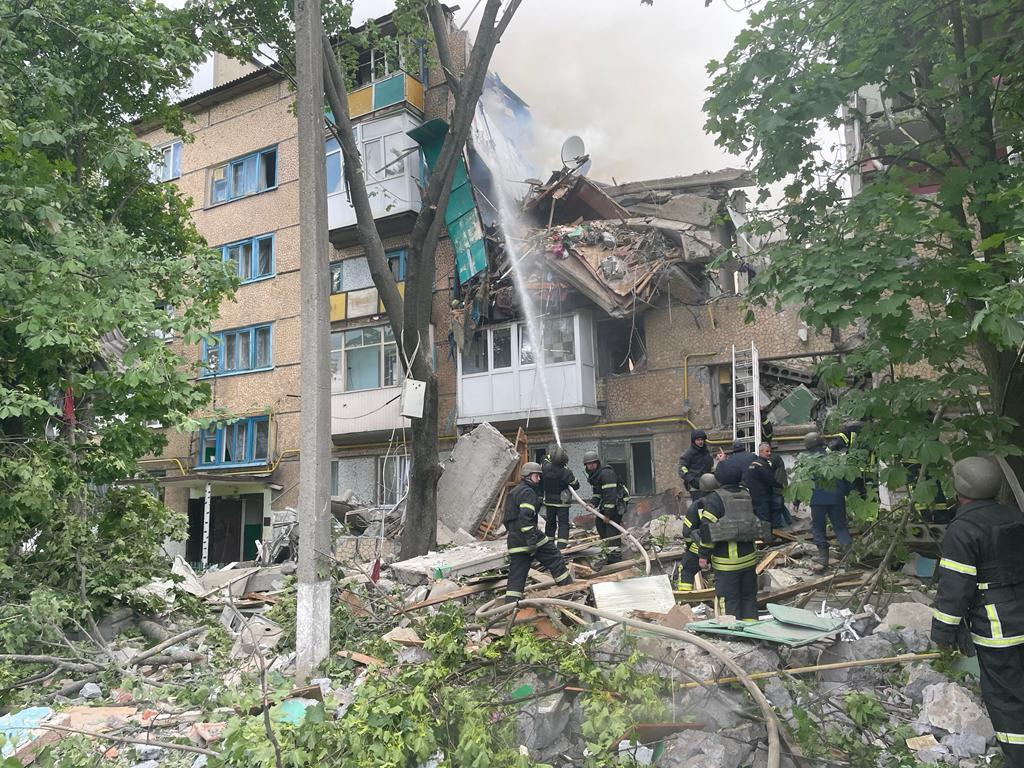
Bloc d'apartaments a Bakhmut després del bombardeig del 17 de maig del 2022.

El 17 de maig del 2022, les forces russes van començar a bombardejar la ciutat, interrompent el subministrament elèctric. Cinc persones van morir-hi, inclòs un nen de dos anys. Un equip de notícies de Letònia va capturar les conseqüències immediates del bombardeig d'un apartament. Un cop van quedar resolts els bloquejos, es va saber que hi havia cinc morts, entre ells un nen.
El 20 de maig, les forces russes van avançar més a l'oet i al sud de Popàsnaia, amb l'objectiu de tallar la carretera a Severodonetsk. Malgrat la resistència ucraïnesa, les forces russes finalment van obrir-se pas a l'àrea de Popàsnaia el 20 de maig. El 22 de maig, les forces russes van aconseguir assegurar la seva ruta d'avanç i van intentar avançar simultàniament envers l'oest, cap a Bakhmut, i cap al nord per tallar els enllaços fora de la carretera amb Severodonetsk. El 24 de maig, les forces russes van atacar des de Popàsnaia amb l'objectiu d'aïllar Bakhmut, Lissitxansk i Severodonetsk, guanyant terreny. Les forces ucraïnsese van fer una retirada controlada al sud-oest de Popàsnaia per enfortir la seva posició defensiva a Bakhmut. Posteriorment, els russos van capturar Svetlodarsk. L'endemà, les forces russes van aconseguir entrar a la carretera entre Bakhmut i Lissitxansk, prop de les viles de Nagórnoie i Belogórovka. Els avanços russos van posar en perill les línies de subministrament de les tropes ucraïneses a l'àrea de Lissitxansk i Severodonetsk.
El 26 de maig, els russos van aconseguir establir un post de control a la carretera T-1302, que després va ser destruïd, la qual cosa va permetre que tornés a haver-hi trànsit.
El 30 de maig van esclatar intensos combats a la carretera entre Konstantínovka i Bakhmut, després que les forces russes intentessin tallar una carretera al nord-est de la ciutat de Lissitxansk i Severodonetsk, on una ofensiva russa intentava envoltar les tropes ucraïnseses. L'objectiu d'aquesta operació militar de l'exèrcit russ era separar les forces ucraïnseses de Bakhmut i Lissitxansk amb la intenció de rodejar les forces ucraïnseses a tres calderes a l'aglomeració de Severodonetsk-Lissitxansk, Bakhmut-Konstantínovka-Dzerjinsk i Slaviansk-Kramatorsk.
El matí del 9 de juny, avions russos van impactar contra un complex de magatzems agrícoles als afores de Bakhmut. Va ser el tercer cop al complex en les últimes setmanes.
El 12 de juny, va haver-hi una manca de pa a causa de la creixent pressió de les forces russes per tallar la carretera Lissitxansk-Bakhmut. Les forces russes havien estat bombardejant la carretera i Bakhmut durant setmanes, en un intent d'aïllar les ciutats bessones de la resta del territori controlat per Ucraïna. Durant els dies següents va haver-hi forts atacs de l'aviació russa sobre Bakhmut.El 16 de juny, les forces russes van intentar millorar la seva situació tàctica en direcció a Bakhmut realitzant una operació d'assalt i bombardejos d'artilleria prop de diversos assentaments. En direcció a Bakhmut, els russos van llançar un assalt a la zona per millorar la seva posició tàctica. Va haver-hi bombardejos d'artilleria a la zona de Vessela, Soledar, Berestovoie i Vovtxoiarivka, des d'on es va llançar un assalt a Bakhmut. El 3 de juliol, després que comencés la batalla de Séversk, Rússia va intensificar els seus atacs contra Bakhmut. El 16 de juliol, després del final de la pausa operativa, Bakhmut i Séversk van esdevenir el focus clau de la guerra. El 19 de juliol, el ministre de defensa de Rússia va insinuar que, a diferència del que havia predit ISW i la majoria dels experts, Rússia empraria Séversk com a escenari per a Bakhmut, no Slaviansk. Poc després, ISW va dir que Rússia planejava centrar-se primer a Bakhmut i Séversk, abans de centrar-se en l'objectiu principal de Slaviansk i Kramatorsk.
El 25 de juliol va caure la planta d'energia de Vugledar a Novolugànskoie, tallant tota la línia defensiva de Svetlodarsk. Novolugànskoie va caure a mitjans de maig. Això va succeir després d'una retirada ucraïnesa controlada de l'àrea. Aquell mateix dia, Berestovoie va caure també.
El 26 de juliol, mentre es desenvolupava la batalla del Donbàs, es va confirmar que les tropes russes havien capturar la central tèrmica de carbó d'Uglegorsk, a uns 55 km de Bakhmut. Un assessor del president d'Ucraïna, Aleksei Arestóvitx, va dir que la captura de la planta va donar a les forces russes una "avantatge tàctic" mentre cercaven reiniciar la seva ofensiva a l'est.
El 27 de juliol, les forces russes van començar un intens bombardeig diari de Bakhmut just abans de l'ofensiva contra la pròpia ciutat. Els russos van véncer a Bakhmut en forma d'atacs d'artilleria. Un hotel de la ciutat fou atacat. El governador ucraïnès de Donetsk, Pavlo Kirilenko, va dir que almenys tres persones van morir i tres més van quedar ferides. Sis edificis residencials i sis cases particulars van quedar afectats.

## Batalla

### Primers enfrontaments
L'1 d'agost, les forces russes van llançar atacs terrestres massius contra els assentaments al sud i sud-est de Bakhmut. El canal rus a Telegram de Voienni Osvedomitel va publicar imatges de vehicles destruïts en un camp, afirmant que les forces russes es trobaven a dos quilòmetres de Bakhmut. El Ministeri de Defensa de la Federació Russa va anunciar que havia començat la batalla i l'assalt a la ciutat de Bakhmut. L'endemà, les forces russes van aconseguir un avantatge al sud-est de Bakhmut i van continuar les operacions ofensives al nord-est i sud-est de la ciutat. L'Estat Major d'Ucraïna va informar que l'aviació russa suposadament havia augmentat la intensitat dels atacs aeris i havia començat un atac terrestre contra la ciutat. Es van produir feroços combats als afores del sud-est de la ciutat. El 3 d'agost, les forces russes van continuar els atacs aeris i amb míssils en direcció a Bakhmut des dels assentaments de Kodem, Semiguíria, Travneve, Vimka, Berestov, Bakhmutske i Opitne. L'endemà, 4 d'agost, el canal rus de Telegram va anunciar que el PMC Wagner, amb el suport de l'artilleria russia, va aconseguir obrir-se pas des del costat est fins al carrer Patrice Lumumba a Bakhmut i que la barricada ucraïnesa va quedar destruïda a la carretera entre Bakhmut i Séversk.
Durant tot l'agost, les forces russes van continuar el bombardeig contra les parts centrals de la ciutat, provocant víctimes civils i fent malbé edificis emblemàtics de la ciutat com el Centre Martínov per a la Cultura i l'Oci, alhora que es produïen combats als afores de la vila amb avanços per part de les forces russes encapçalades pel Grup Wagner. El 14 d'agost, el Ministeri de Defensa Ucraïnès va informar oficialment que les forces russes estaven aconseguint un èxit parcial prop de Bakhmut, sense més especificacions.
El 20 de setembre, el mateix dia que a la premsa occidental s'informava que el Grup Wagner buscava nous reclutes entre la població russa, un comdandant del grup, Aleksei Naguin, va ser assassinat prop de Bakhmut.
El bombardeig nocturn al centre de la ciutat el 21 de setembre va cremar el Palau de la Cultura de Martynov, on treballava la seu humanitària. Durant l'extinció de l'incendi, el departament de bombers local va ser bombardejat, el qual va informar que dos membres del personal del SES van ser ferits i l'equipament danyat. A la nit, un edifici de cinc pisos va ser parcialment destruït pel bombardeig rus.
Un atac de míssils rus el 22 de setembre va destruir el pont principal a través del riu Bakhmutka que travessa la ciutat, interrompent els viatges civils i la logística militar ucraïnesa.
El 26 de setembre, la 144a Divisió de Fusellers Motoritzats de la Guàrdia, que tenia una força anterior a la guerra de més de 12.000 soldats, havia estat en gran part destruïda i ineficaç com a resultat de les fortes baixes sofertes en els combats.
El 7 d'octubre les forces russes van aconseguir avançar per diversos districtes dels afores de Bakhmut, reconegut pel Ministeri de Defensa i el president ucraïnès el 10 d'octubre.
El 12 d'octubre, les forces russes van afirmar haver capturat Opytne, situada a 3 km al sud de Bakhmut, i Ivanhrad, tot i que aquestes ciutats encara estaven en disputa.
El 24 d'octubre, un contraatac ucraïnès va reprendre el control de fàbriques dels afores de la ciutat que havien estat conquerides per l'avanç rus setmanes abans, fent retrocedir la línia de contacte uns 2 km i reprenent per complet el control del districte urbà de Bakhmut, si bé les forces russes continuaven en possessió de diversos districtes propers.
A principis de novembre, gran part dels combats al voltant de Bakhmut havien caigut en condicions de guerra de trinxeres, sense que cap bàndol fes cap avanç significatiu i centenars de baixes informades diàriament enmig de bombardejos ferotges i duels d'artilleria. L'1 de novembre, el periodista ucraïnès Iurii Butusov va descriure la naturalesa evolutiva de la batalla en una entrevista. Butusov va assenyalar que les forces russes havien patit "enormes pèrdues cada dia" assaltant Bakhmut i els seus afores des de principis de maig, però va insistir que estaven adaptant les seves tàctiques contra els defensors ucraïnesos cada vegada més esgotats. Va assenyalar que els russos estaven concentrant diversos petits grups d'infanteria per trencar línies de defensa en seccions "estretes" del front.
Les forces russes van trencar les línies de defensa en l'aproximació sud de Bakhmut, capturant els pobles d'Andriivka, Ozarianivka, i Zelenopillia, i fent petits avenços a Opytne entre el 28 i el 29 de novembre. Les tropes de Wagner van atacar Kurdyumivka, adjacent a Ozarianivka, i alguns warblog russos van reclamar que l'assentament va ser capturat. Les forces russes també van atacar les posicions ucraïneses al sud-est de Bakhmut.
El 3 de desembre, Serhii Cherevatyi, portaveu del Comandament Oriental d'Ucraïna, va descriure el front de Bakhmut com "el sector més sagnant, cruel i brutal... En la guerra russo-ucraïnesa fins ara", i va afegir que els russos havien dut a terme 261 atacs d'artilleria només en l'últim dia. El mateix dia, un voluntari militar de Geòrgia va dir als mitjans de comunicació que un grup de voluntaris georgians havien estat envoltats durant els enfrontaments prop de Bakhmut. El comandant va ser ferit i cinc o sis voluntaris, que servien a la 57a Brigada d'Ucraïna, havien mort, el que va provocar que la presidenta georgiana Salomé Zourabichvili expressés el seu condol.
Els dies 6 i 7 de desembre, el ministeri de defensa rus va afirmar que les seves forces, inclosos els combatents Wagner, havien repel·lit amb èxit els contraatacs ucraïnesos al sud de Bakhmut. El comandant del Batalló Svoboda de la Guàrdia Nacional d'Ucraïna, que defensava el flanc sud de Bakhmut, va dir que estaven "lluitant per cada arbust" i va predir que Rússia lluitaria per superar un canal per sobre i darrere de Kudriumivka.

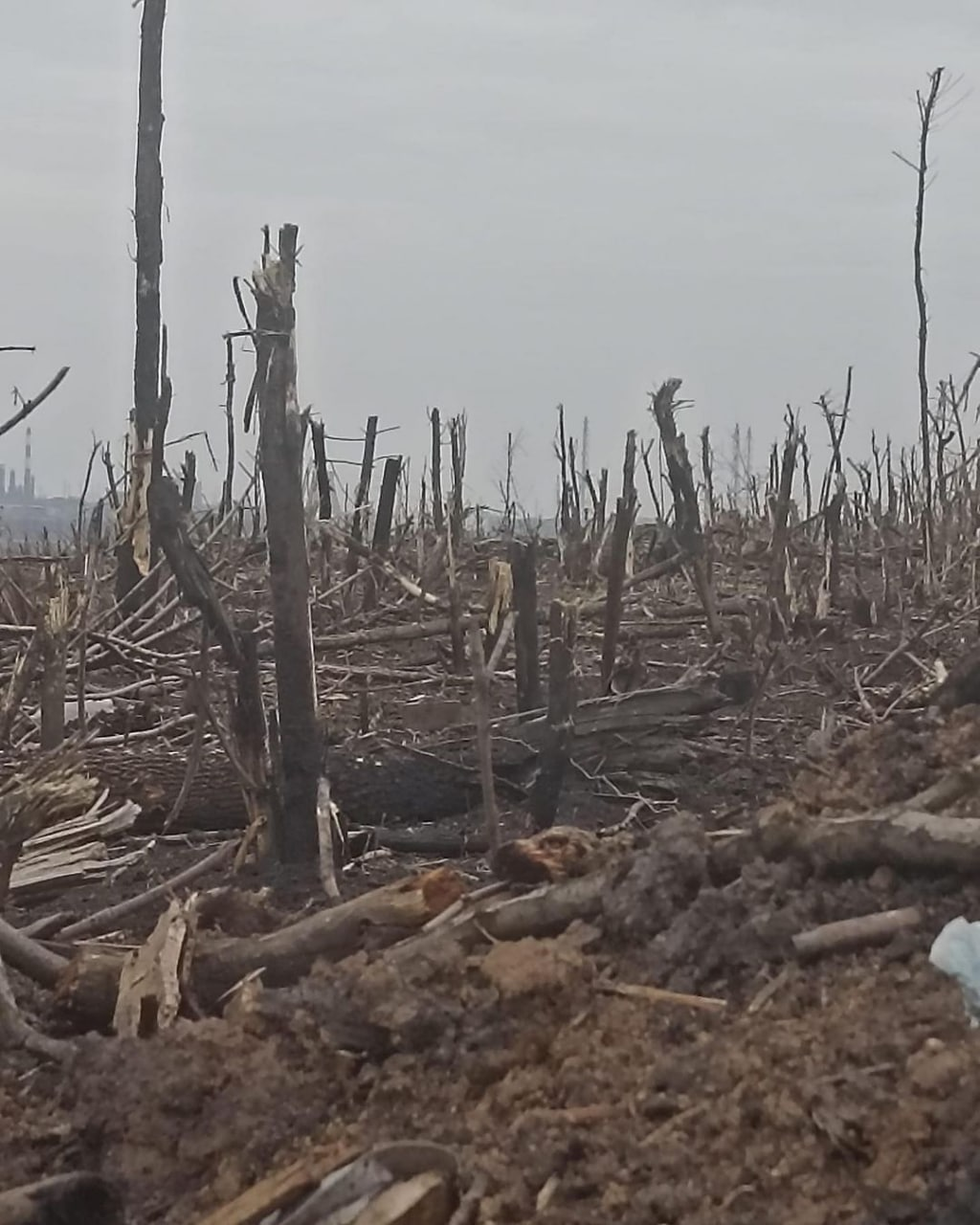
Terra de ningú al voltant de Bakhmut al novembre

El 9 de desembre, el president Volodímir Zelenski va acusar Rússia de «destruir» Bakhmut, anomenant-la «una altra ciutat de Donbass que l'exèrcit rus es va convertir en ruïnes cremades». L'antic soldat i testimoni presencial de la batalla Petro Stone va qualificar el front de Bakhmut de «molinador de carn», dient que els russos estaven «cobrint Bakhmut amb foc 24/7». Els soldats de la 24a Brigada Mecanitzada d'Ucraïna van relatar els recents combats en el camp de batalla als mitjans de comunicació, com un tiroteig de diversos dies amb 50 militars russes excavades en una línia d'arbres on en alguns llocs "només estàvem a 100 metres de distància". Els soldats ucraïnesos van afirmar que les tropes russes del front sovint atacaven amb poc suport de tancs, amb els caces PMC Wagner servint com a tropes d'assalt principals i els mobiks subequipats (recentment mobilitzats reclutaments russos) sostenint posicions defensives. Un artiller ucraïnès va al·legar que el "80%" de la població civil restant, sobrevivint en soterranis i subministrat per camions mòbils que entren periòdicament a la ciutat, era prorús.
Entre l'11 i el 13 de desembre, fonts russes van afirmar que els combatents de Wagner havien trencat defenses a l'est de Bakhmut, ocupant la secció nord del carrer Fiódor Maksimenko al districte de Zabakhmutka i havent avançat al llarg del carrer Patrice Lumumba a la zona industrial, capturant completament la fàbrica Siniat ALC i la planta de vi escumós / artvenieria. Als afores, Wagner també va assaltar Pidhorodne, situat al flanc nord-est de Bakhmut, i va fer petits avenços enmig de forts combats a Opytne, en l'aproximació sud de Bakhmut. Les reclamacions dels avenços russos no van ser verificades de manera independent en aquell moment, però l'Estat Major General d'Ucraïna va confirmar els enfrontaments a Bakhmutske, Soledar i Pidhorodne, tot i que va afirmar que va repel·lir tots els atacs. L'11 de desembre un pont ferroviari sobre l'autopista E40 (M-03) al nord de Bakhmut va ser destruït; els russos van acusar els ucraïnesos de demolir-la per obstaculitzar futurs avanços russos cap a Sloviansk. Al mateix temps, van sorgir rumors que la 93a Brigada Mecanitzada anava a ser girada fora de Bakhmut a causa de les altes baixes. L'alt comandament ucraïnès no va confirmar ni negar els rumors, però va aclarir que hi havia planificades rotacions, reemplaçament i redistribució d'unitats a altres fronts. El 13 de desembre, les fonts russes van afirmar que s'havien iniciat combats urbans als sectors oriental i sud-est de Bakhmut, particularment al llarg de l'avinguda Pershotravnevy fins al carrer Dobroliubova a Zabakhmutka, mentre que també van afirmar que el 90% d'Opytne havia estat capturat enmig de la ferotge resistència ucraïnesa. L'Estat Major d'Ucraïna va dir que van repel·lir amb èxit els atacs al nord-est i sud de Bakhmut des de les direccions de Soledar i Kurdiumivka, respectivament.
El 17 de desembre, van aparèixer imatges en línia de trinxeres al centre de la ciutat de Bakhmut, indicant que els defensors ucraïnesos es preparaven per al combat urbà.
Entre el 18 i el 19 de desembre, les forces ucraïneses, incloent-hi suposadament infanteria desmuntada amb el suport dels vehicles de subministrament tàctic de Wolfhound, van contraatacar al llarg del carrer Fyodor Maksimenko i van empènyer les forces de Wagner de tornada als afores orientals de la zona suburbana enmig d'enfrontaments de carrer "molt". Mentrestant, la Força de Tasques de les Forces Conjuntes d'Ucraïna va informar que repel·lia "cinc a set" grups d'infiltració russos prop de Bakhmut diàriament. Un comandant ucraïnès va informar que una gran quantitat de vigilància amb drons permetia respostes ràpides als petits atacs russos als afores, al·legant també que Rússia no controlava la zona industrial oriental de Bakhmut. L'Institut per a l'Estudi de la Guerra, un laboratori d'idees occidental i observador de guerra, no va poder verificar independentment la reclamació d'Ucraïna controlant completament els afores en aquell moment.
Entre el 20 i el 21 de desembre, el president Zelenski va fer una visita sense previ avís al front de Bakhmut, on es va reunir amb soldats, va atorgar medalles i va pronunciar discursos. Mentrestant, els forts bombardejos i la lluita als afores de Bakhmut van continuar mentre les forces russes intentaven contínuament trencar les posicions ucraïneses atrinxerades als flancs de la ciutat. Segons s'informa, els combatents wagnerians estaven assaltant fortaleses a Bakhmutske, Pidhorodne i Klishciivka, situats al llarg dels flancs nord-est i sud-oest de Bakhmut respectivament, mentre que els ucraïnesos continuaven mantenint el nord d'Opytne, bloquejant l'avanç rus des del sud.
El 26 de desembre, el governador ucraïnès de Donetsk, Pavlo Kyrylenko, va dir que més del 60% de la infraestructura de Bakhmut va ser danyada o destruïda.
La ISW va jutjar que l'avanç de Rússia sobre Bakhmut havia "culminat" el 28 de desembre, avaluant que les forces russes i wagnerianes s'havien tornat cada vegada més incapaces de mantenir l'escala anterior d'assalts d'infanteria i bombardeigs d'artilleria. A principis de gener de 2023, el ritme de lluita i el ritme de foc d'artilleria al sector de Bakhmut havia disminuït significativament, i the Kyiv Independent va comentar que la batalla era "prop de la culminació".
En la seva avaluació del 7 de gener, la ISW havia considerat la captura de Soledar com l'ajuda de les forces russes per avançar cap a Bakhmut des del nord, tot i que van afirmar que les tropes russes necessitarien tallar la carretera T0513 entre Siversk i Bakhmut per escanyar les línies de subministrament ucraïneses cap a Bakhmut.
Després d'una ofensiva local a principis de gener de 2023, les forces russes van capturar la propera ciutat de Soledar, situada a 20 quilòmetres al nord de Bakhmut, el 16 de gener de 2023.
Al febrer, les forces russes van solidificar els guanys al nord de Bakhmut i van començar a pressionar les tropes ucraïneses al front nord, aconseguint guanys incrementals a les ciutats al nord de la ciutat.
L'1 de febrer, the New York Times va informar que els russos havien augmentat la intensitat dels atacs a Bakhmut i les seves zones circumdants.
Dies més tard, el 5 de febrer, el Ministeri de Defensa britànic va declarar que les tropes russes podien disparar sobre les carreteres M03 i H32 al nord de la ciutat, la principal ruta de subministrament ucraïnesa per al nord de Bakhmut.
L'11 de febrer, les forces russes van capturar el poble de Krasna Hora al nord-est de Bakhmut.
El 13 de febrer, el govern ucraïnès va afirmar que les seves defenses al poble de Paraskoviivka estaven disminuint, amb ferotges batalles al voltant del rellotge.
El 22 de febrer, les forces russes van envoltar Bakhmut des de l'est, sud i nord.

### Batalla urbana
El 4 de març, el tinent d'alcalde de Bakhmut va dir als serveis de notícies que hi havia lluita al carrer, però que les forces russes no havien pres el control de la ciutat al mateix dia, el cap del Grup Wagner va dir que la ciutat estava envoltada excepte una carretera encara controlada per l'exèrcit ucraïnès, com havia estat el cas des del 22 de febrer.
El 5 de març, el comandant ucraïnès Oleksandr Sirski va dir que la lluita havia arribat al "nivell més alt de tensió".
El 7 de març, Ucraïna es va retirar de les zones de Bakhmut a l'est del riu Bakhmutka, fent del riu la línia del front entre les forces oposades.
El 9 de març, el Monument MiG-17, que s'havia convertit en un símbol de la resistència ucraïnesa a Bakhmut durant la batalla, va ser destruït per les forces russes.
L'11 de març, el Ministeri de Defensa del Regne Unit va dir que en aquest moment les unitats del grup de lluita Wagner estaven "emportant-se al capdavant de la lluita", i que el riu s'havia convertit en una "zona de matança" per a les unitats Wagner, mentre que al mateix temps les forces ucraïneses corrien el risc de ser tallades.
El 26 de març, la CNN va informar que les forces de Wagner havien reclamat capturar completament la important fàbrica d'Azom a Bakhmut.
El 3 d'abril, després de prendre l'ajuntament, el cap de Wagner Ievgueni Prigozhin va afirmar que des d'un punt de vista "legal", Bakhmut havia estat presa. Kíev es va burlar de la reclamació, dient que havia rebutjat nombrosos atacs a la ciutat.
El 6 d'abril, les forces russes van prendre el control del centre de la ciutat. El cap del Grup Wagner, Ievgueni Prigozhin, va dir que controlaven més del 80% de la ciutat abans del 18 d'abril; els funcionaris ucraïnesos van declarar que Ucraïna "controlava considerablement més del 20% de la ciutat".
El 17 d'abril, la Casa del Poble de la ciutat va ser destruïda per soldats ucraïnesos que es retiraven de la 77a Brigada Aèria per evitar que l'edifici fos utilitzat com a refugi per les forces russes.
El 18 d'abril, el general ucraïnès Oleksandr Sirski va informar que Rússia estava "augmentant l'activitat de l'artilleria pesant i el nombre d'atacs aeris, convertint la ciutat en ruïnes".
El 26 d'abril, la Força Aèria Ucraïnesa va llançar quatre bombes guiades JDAM GBU-62/B de 500 lliures en un edifici d'alta altura en la part controlada per Rússia de Bakhmut, possiblement a partir de dos Mikoian-Gurévitx MiG-29. Tots dos bàndols han destruït edificis d'alta altura a Bakhmut per evitar que s'utilitzessin "com a abocadors de municions, posicions de combat i llocs d'observació."

### Caiguda de la ciutat
L'Institut per a l'Estudi de la Guerra va avaluar que a principis de maig de 2023 Ucraïna havia controlat 1,89KM2 de la ciutat. L'1 de maig, el portaveu ucraïnès Serhiy Cherevaty va donar una estimació de la força actual de les forces russes que atacaven la ciutat. Va afirmar que "en la direcció de Bakhmut, 25.600 persones, 65 tancs, 450 vehicles blindats de combat, 154 canons, 56 sistemes de selva de coets estan lluitant contra nosaltres".
També l'1 de maig, el coronel general Oleksandr Sirski va dir que les forces ucraïneses havien reconquerit algunes parts de la ciutat després d'un contraatac, mentre que Prigozhin va dir que el seu Grup Wagner havia avançat uns 120 metres a canvi de la pèrdua d'uns 86 combatents; es va queixar que hi havia una escassetat de municions, amb les seves forces necessitant 300 tones al dia.
El dia 5 de maig, Prigojin va amenaçar que retiraria tot el personal de Wagner de la ciutat el 10 de maig, l'endemà del Dia de la Victòria, i va denunciar Serguei Xoigú i Valeri Geràssimov, dient: "perquè en absència de munició el personal de Wagner està condemnat a morir sense sentit".
El 6 de maig, fonts militars ucraïneses van informar que els russos estaven bombardejant la ciutat amb municions de fòsfor, amb diversos vídeos i fotos que van mostrar els efectes del bombardeig. La BBC, analitzant el metratge, va dir que mentre que el metratge va mostrar definitivament a les forces russes utilitzant algun tipus de municions incendiàries, no va poder verificar que es tractava específicament de fòsfor blanc.
El líder txetxè Ramzan Kadírov va acordar reemplaçar les forces de Wagner amb unitats txetxenes a la ciutat segons Ievgueni Prigojin. El 7 de maig, Prigozhin va anunciar que Valeri Geràssímov reprendria la distribució de municions d'artilleria a les forces de Wagner, que les forces de Wagner romandrien a Bakhmut, i que Serguei Surovikin actuaria com a intermediari entre Wagner i el Ministeri de Defensa rus. La ISW va avaluar que Gerasimov probablement va acceptar mantenir Kadírov fora de l'Alt Comandament Rus i la situació va mostrar que el Ministeri de Defensa rus tenia dificultats per comandar les forces de Wagner.
El 9 de maig, Prigojin va afirmar que mentre les seves forces tenien prohibit retirar-se, l'exèrcit rus "va marxar". Segons ell, "van rebre una ordre de combat, on es va dir que la retirada de les posicions es consideraria alta traïció. Això, en primer lloc, estava dirigit a nosaltres [Grup Wagner]. Si no hi ha municions, ens retirarem de les nostres posicions... En lloc de lluitar, nosaltres [forces russes] estem constantment tenint intrigues. Tenim un Ministeri d'Intriga en lloc del Ministeri de Defensa, així que el nostre exèrcit fuig. Està funcionant perquè la 72a brigada d'avui [el 9 de maig] ha perdut 3 quilòmetres quadrats, en els quals he perdut unes 500 persones perquè era un punt de suport estratègic. S'acaben d'escapar...". També va afirmar que el Ministeri de Defensa només va donar a les seves tropes el 10% de la munició que van prometre proporcionar-li.
Els mateixos ucraïnesos van confirmar més tard el seu relat, amb la seva 3a Brigada d'Assalt Separada declarant a Telegram que "l'informe de Prigojin sobre la fugida de la 72a Brigada de Fusellers Motoritzats Separats de les Forces Armades de Rússia de les proximitats de Bakhmut i els "500 cadàvers" de russos que es van quedar allà és cert. La 3a Brigada d'Assalt està agraïda per la publicitat del nostre èxit al capdavant." D'altra banda, el personal militar ucraïnès també va informar que en dos dies, als voltants del sud-oest de la ciutat, els avions d'atac del 3r Batalló d'Assalt Separat, que pertany a la Batalló Azov, van matar 64 invasors; s'estan aclarint les dades sobre la mort d'altres 87. La brigada va assenyalar que hi ha "Wagnerites" entre aquests combatents. A més, els defensors van capturar cinc russos i van destruir diversos magatzems de municions, morters i "més d'un vehicle de combat d'infanteria". També van afirmar que les companyies 6a i 8a d'aquesta brigada van ser completament destruïdes, i que el 3r Destacament d'Assalt del PMC Wagner va patir grans pèrdues.
El 10 de maig, les autoritats ucraïneses van publicar més detalls del compromís i de nous contraatacs. El general Oleksandr Sirski va afirmar que els russos havien estat obligats a retrocedir més de 2 km en l'atac, amb el portaveu Serhiy Cherevaty afirmant que 11 IFV, dos portaavs blindats, un tractor d'artilleria lleugera, cinc dipòsits de munició de campanya i un Zala UAV van ser destruïts. També va dir que la reclamació de Prigojin d'escassetat de municions era falsa, amb els russos "empenyent" les seves posicions. Els ucraïnesos van publicar més tard més detalls del compromís. La seva 3a Brigada d'Assalt havia netejat una àrea de 1.730 metres d'ample i 700 metres de profunditat, "destruint" unitats de la 72a Brigada russa i matant 23 soldats i ferint més de 40. Un tanc i 4 AFV també van ser destruïts, i els Guàrdies de Fronteres d'Ucraïna també repel·leixen els avenços russos des de la mateixa ciutat, destruint un grup d'assalt d'11 homes.
El 12 de maig, la ISW va confirmar que les forces ucraïneses havien expulsat les tropes russes de la riba sud de l'embassament de Berkhivske a uns 4 quilòmetres al nord-oest de Bakhmut.
El 16 de maig, el Ministeri de Defensa d'Ucraïna va afirmar que les seves forces havien alliberat 20 quilòmetres quadrats al nord i al sud dels suburbis de Bakhmut, alhora que admetia que els russos havien fet alguns avenços a la mateixa ciutat, utilitzant tant paracaigudistes com artilleria.
El 18 de maig, el cap del Grup Wagner Ievgueni Prigojin va dir que l'exèrcit rus s'havia retirat fins a 570 metres al nord de la ciutat, exposant els flancs de Wagner, mentre que els seus soldats havien avançat fins a 400 metres dins de la ciutat. El mateix dia, el New York Times va informar que Ucraïna havia fet petits i reeixits avenços sobre els russos des del nord i les fronteres del sud de Bakhmut.
El 19 de maig, ambdues fonts ucraïneses van confirmar la retirada russa al voltant de la ciutat de Bakhmut. L'avanç reclamat pels ucraïnesos era d'una milla en algunes zones o "150 a 1.700 metres". Un comandant ucraïnès, Petro Podaru, va dir que el foc d'artilleria rus s'ha canviat per intentar aturar les forces ucraïneses de "portar més infanteria, munició i altres coses" a través de la carretera d'accés a l'oest de Bakhmut. El mateix dia, els ucraïnesos van dir que els russos havien desplegat recentment diversos milers de tropes més al front de Bakhmut.
El 20 de maig, Prigojin reclamà la captura de la ciutat de Bakhmut per les forces de Wagner, que lliurarien els territoris guanyats a les forces regulars russes abans de retirar-se. Ucraïna va negar les afirmacions de la victòria de Wagner. El viceministre de defensa ucraïnès Hanna Maliar va afirmar que la "situació és crítica", però les forces ucraïneses encara controlaven àrees de la ciutat. Més tard, el Ministeri de Defensa rus també va afirmar que la ciutat havia estat capturada. A més, en el seu informe del 20 de maig, la ISW no va poder confirmar la reclamació de Prigozhin i va reiterar l'afirmació de Maliar que la lluita continua.
A més, el 21 de maig, van confirmar informes que el 20 de maig, la 3a Brigada d'Assalt Separat havia reconquerit una regió de 1.750 metres d'ample i 700 metres de profunditat als suburbis. El 21 de maig, el Ministeri de Defensa d'Ucraïna va afirmar que les seves forces es mantenien en un sector de la ciutat, mentre que en part envoltaven els seus afores, encara que els funcionaris van descriure el seu control al llarg de la carretera T0504 com a "insignificant". Basant-se en això, la ISW va concloure que les forces ucraïneses s'havien retirat de la ciutat, excepte algunes zones properes a l'autopista que entraven a la ciutat. En aquest moment, Prigojin va insistir de nou que la totalitat de Bakhmut havia estat capturada "fins a l'últim centímetre" i va afegir que Wagner no va fer cap avanç el 21 de maig, ja que es preparaven per retirar-se de la ciutat abatuda a finals de la setmana. Les imatges geolocalitzades publicades el 21 de maig van mostrar que les forces de Wagner havien avançat cap a la resistència ucraïnesa a l'entrada de la carretera T0504. Malgrat això, els funcionaris ucraïnesos van reiterar que els combats a la ciutat continuaven i que Ucraïna mantenia posicions en una zona fortificada a la part occidental de la ciutat.
El 23 de maig, l'Estat Major General d'Ucraïna no va declarar la lluita a Bakhmut per primera vegada des de desembre de 2022. Els funcionaris ucraïnesos van insistir que Ucraïna mantingués una posició prop de l'antic monument MiG-17 a l'oest de Bakhmut, malgrat les imatges que mostraven les forces de Wagner prop del monument. La lluita a les localitats al voltant de Bakhmut va continuar.
El 25 de maig, en un vídeo a Telegram, Prigozhin va prometre retirar totes les forces de Wagner de Bakhmut l'1 de juny per transferir el control total a les unitats russes. La ISW va avaluar en el seu informe del 25 de maig que les unitats suplantaven les forces de Wagner dins de la ciutat des de la Milícia Popular de la RPD. La ISW també va assenyalar que Ucraïna encara controla una franja de territori dins dels límits de la ciutat prop del monument MiG-17.
En el seu informe del 26 de maig, la ISW va reiterar les afirmacions d'Hanna Maliar que les forces ucraïneses encara mantenien posicions en l'avançada sud-oest de la ciutat, mentre que Ucraïna va informar d'un atac rus fallit cap a Predtechyne, 15 quilòmetres al sud-oest de Bakhmut. A més, la ISW va citar warblog russos informant que les forces ucraïneses van tenir èxit en contraofensiva contra les forces russes prop d'Orikhovo-Vasylivka i Klischiivka, al nord-oest i sud-oest de Bakhmut.
En el seu informe del 27 de maig, la ISW va observar una disminució dràstica en les activitats ofensives russes dins i al voltant de Bakhmut, Hanna Maliar va atribuir això a les forces russes que efectuaven operacions de socors per cobrir les retirades de Wagner. Van veure els atacs fallits russos contra els suburbis de Khromove i Predtechyne i que no hi va haver cap canvi en l'estatus de la franja controlada per Ucraïna al sud-oest dels límits de la ciutat. El Ministeri de Defensa britànic i la ISW van avaluar que la unitat que suplanta a Wagner és la 132a Brigada de Fusellers Motoritzats de la Guàrdia del 1r Cos d'Exèrcit, que reflecteix els intents de Rússia de tenir la ciutat incorporada a la RPD. La ISW també va especular que Rússia redirigiria les seves forces de Bakhmut del front a Avdíivka-Donetsk. La ISW va declarar que la 31a Brigada d'Assalt Aeri de la Guàrdia havia estat enviada recentment a Bakhmut per cobrir els flancs russos.
Prigojin va dir el 28 de maig que les forces regulars russes on efectuaven operacions de socors, i que la retirada completa de les forces de Wagner no tindria lloc fins al 5 de juny. Els atacs russos es van mantenir baixos, amb només dos atacs contra els suburbis d'Orikhovo-Vasylivka i Ivanivske, que no van tenir èxit. L'estatus de la franja controlada per Ucraïna dins dels límits de la ciutat es va mantenir sense canvis. El coronel ucraïnès Serhiy Cherevaty va informar d'un cas de lluita prop de Bakhmut i va publicar imatges geolocalitzades que indicaven que les forces russes van fer guanys marginals a l'oest de Klishchiivka, set quilòmetres al sud-oest de Bakhmut.
Hi va haver una baixa taxa d'atacs russos a Bakhmut el 29 de maig, amb només un atac fallit contra Orikhovo-Vasylivka.
La ISW va declarar que la 106a Divisió Aerotransportada de la Guàrdia Russa havia estat enviada per reforçar el seu flanc nord. Ambdós bàndols van ser menys actius en les operacions ofensives en la direcció de Bakhmut el 30 de maig.
En el seu informe del 31 de maig, la ISW va informar que les forces russes van llançar atacs sense èxit contra Orikhovo-Vasylivka, Bila Hora, Khromove, Ivanivske i Klishchiivka. També van assenyalar que la 1a Brigada de Sabotatge i Reconeixement de la RPD estava activa a Zaliznyanske. La ISW va avaluar a més que Rússia està recorrent els irregulars de la RPD des del front Avdiivka-Donetsk per ser reemplaçada per forces regulars russes a Bakhmut que, al seu torn, seran enviades a Avdiivka-Donetsk.

### Contraatacs ucraïnesos
L'1 de juny, les forces russes van llançar atacs sense èxit contra Orikhovo-Vasylivka i Bila Hora. El viceministre de defensa Hanna Malyar va declarar el 31 de maig que les forces ucraïneses mantenien el control sobre els afores del sud-oest i l'entrada a la ciutat de Bakhmut. Només 90 persones de Wagner es van quedar a la ciutat; s'esperava que marxessin el 5 de juny.
El 2 de juny, el coronel Serhiy Cherevaty va afirmar que les unitats russes no van participar en l'estil de guerra de desgast de les forces de Wagner, i en el seu lloc van utilitzar una estratègia defensiva. Prigojin va afirmar que les forces militars russes estaven intentant atacar les seves forces fent servir mines antitancs. Va afirmar que cap dels seus homes va resultar ferit pels càrrecs.
El 3 de juny, la ISW i el Ministeri de Defensa britànic van declarar que les Forces Aerotransportades de Rússia havien degradat, incloent-hi les de la 76a Divisió d'Assalt Aeri de la Guàrdia, la 106a Divisió Aerotransportada de la Guàrdia, i dues altres brigades no especificades s'havien desplegat a la zona de Bakhmut. Les forces russes van llançar un atac sense èxit contra Ivanivske i hi va haver conflictes en curs als flancs nord i sud de la ciutat.
El 4 de juny, Prigojin va declarar que les forces ucraïneses podrien haver recuperat àrees al llarg de la carretera T0504, que havia estat controlada per les forces ucraïneses des del 21 de maig segons la ISW. Les forces russes van fer atacs sense èxit contra Ivanivske i Bila Hora. L'endemà, Prigozhin va dir que les forces ucraïneses havien recuperat part del poble de Berkhivka, al nord de Bakhmut durant un contraatac. Va qualificar la seva captura de "desgracia". Les forces ucraïneses van afirmar haver avançat més al voltant dels flancs de Bakhmut, 200 a 1.600 metres cap a Orikhovo-Vasylivka i Paraskoviivka al nord, i 100 a 700 metres prop d'Ivanivske i al voltant de Klischiivka al sud-oest. Un oficial militar ucraïnès també va dir que els ucraïnesos havien avançat de 300 metres a un quilòmetre al voltant dels flancs nord i sud de Bakhmut. La ISW va dir que els ucraïnesos van avançar 300 metres a un quilòmetre en la direcció de Zaliznyanske i va reiterar les afirmacions que porcions o la totalitat de Berkhivka havien alliberat.
El 6 de juny, les forces ucraïneses havien empès les unitats russes més enllà dels afores orientals de Klishchiivka i hi va haver combats en curs a Ozaryanivka, Ivanivske, Mayorsk i Berkhivka.
A partir del 7 de juny, les forces ucraïneses havien avançat entre 200 i 1000 metres als flancs de Bakhmut i que les forces russes van llançar atacs sense èxit contra Klishchiivka, Orikhovo-Vasylivka, Ivanivske i Pivnichn.
El 8 de juny, Serhiy Cherevatyi, portaveu del Grup de Forces Orientals, va dir que les forces ucraïneses havien avançat uns 1.600 metres als flancs sud i nord del sector de Bakhmut. Durant l'assalt del dia, va afirmar que 120 russos havien mort, 184 van resultar ferits i un va ser capturat. També es va afirmar que 5 tancs i nombroses peces d'equipament havien estat destruïts aquell dia. En el seu informe del 8 de juny, la ISW va assenyalar que les forces ucraïneses havien avançat 1,8 km d'ample i 1,2 km de profunditat al llarg de la riba occidental del Canal de Donetsk i van obligar a la 57a Brigada d'Infanteria Motoritzada (part del 5è Exèrcit d'Armes Combinats) i el batalló penal "Storm-Z" a retirar-se de les seves posicions. També van assenyalar atacs russos sense èxit a Orikhovo-Vasylivka, Ivanivske i Pivnichne.
El 9 de juny, els ucraïnesos van informar que havien fet més avanços contra els russos prop de Bakhmut. Van afirmar haver avançat fins a 1.200 metres durant l'últim dia, i haver matat 120 ocupants russos, ferit 163, mentre que 11 van ser capturats. També es va informar que tres sistemes d'artilleria russos havien estat destruïts.
El 10 de juny, funcionaris ucraïnesos van afirmar haver avançat uns "1.400 metres en diverses seccions del front". Durant l'assalt del dia, també van afirmar haver matat 138 soldats russos, ferit 236 i fet un presoner, a més de grans pèrdues d'equipament.
L'11 de juny, el viceministre de Defensa Hanna Maliar va dir que les forces ucraïneses "havien avançat uns 250 m prop de l'embassament de Berkhivka."
El 14 de juny els combats s'havien reprès dins dels límits de la ciutat, aquesta vegada amb Ucraïna a l'ofensiva i Rússia a la defensiva. Els mitjans de comunicació russos van informar que les forces ucraïneses havien començat a atacar les destrals sud-oest, nord-oest i occidental de la ciutat, a més de fer continus guanys en els flancs de la ciutat, especialment al llarg de l'embassament de Berkhivka.
El 24 de juny, Hanna Maliar va anunciar que les oficines ucraïneses havien progressat en "totes direccions" al voltant de Bakhmut com a part d'una explosió en la contraofensiva ucraïnesa de 2023 durant la rebel·lió del Grup Wagner.
El 4 de juliol, les forces ucraïneses van fer avenços significatius cap a Klishchiivka, amb avanços ucraïnesos amenaçant de tancar l'accés a la carretera sud per als subministraments a la ciutat ocupada, i ja ha començat a moure artilleria al poble per bombardejar Bakhmut des del sud i donar suport a altres maniobres de flanqueig.
El 5 de juliol, els ucraïnesos van afirmar que els russos els havien atacat amb una arma química d'arsènic anomenada lewisita en un bombardeig d'artilleria, que s'havia utilitzat anteriorment durant la Primera Guerra Mundial. La producció de més de 100 grams de lewisita a l'any està prohibida internacionalment en virtut de la Convenció sobre Armes Químiques de 1997, però, el seu ús com a arma química encara està permès com a substància del Programa 1.
El 25 de juliol, les forces ucraïneses van prendre les altures estratègicament importants amb vista a Klixtxiívka, que permet atacs d'artilleria ininterromputs contra el mateix Bakhmut, així com alliberar la meitat occidental de l'assentament. Fonts ucraïneses afirmen que això ha "trencat" les forces russes a la ciutat, ja que qualsevol intent de sortir o ser reforçat serà sotmès a atacs d'artilleria de Klixtxiívka.
El 8 de setembre, la font russa va afirmar que els avenços ucraïnesos a Klishchiivka havien "intensificat" i que la situació a l'assentament era "desconeguda". La 3a Brigada d'Assalt ucraïnesa es va encarregar de l'alliberament del poble, amb el seu comandant adjunt, Maksym Zhorinm, destacant que les bombes de raïm ucraïneses han impedit que cap reforç significatiu arribés al poble.
El 9 de setembre, la 3a Brigada d'Assalt també va llançar un esforç concertat per recuperar el poble veí d'Andriivka.
La 3a Brigada d'Assaults que va anunciar que el poble va ser alliberat el 15 de setembre. Més tard, el Regiment Kastu Kal Kalinoskiski i voluntaris txetxens a Klishchiivka van informar que totes les unitats russes havien estat retirades dels límits del poble, publicant un vídeo que mostrava membres de la unitat caminant lliurement i sense oposició. A més, elements de la 3a Brigada d'Assalt van informar haver matat quatre oficials superiors de la 72a Brigada de Fusellers Motors Separats de Rússia que s'havien encarregat de la defensa tant de Klishchiivka com d'Andriivka des de l'inici dels combats renovats.
El 17 de setembre, el ministre de l'Interior Ihor Klimenko i el general Oleksandr Sirski van anunciar que Klishchiivka estava totalment despullat de les forces russes, i el president Zelenskiy va felicitar la 80a Brigada d'Assassí Aeri, la 5a Brigada d'Assassí Aeri, la 95a Brigada d'Assaig Aeri i la Brigada Liut de la Guàrdia ofensiva pel seu paper en l'alliberament dels pobles al matí del 18 de setembre.
L'1 d'octubre, els ucraïnesos havien avançat cap a l'est, el nord i el sud de Klishchiivka i Andriivka en els intents de reconquerir el ferrocarril. Els militars ucraïnesos van dir que els russos havien concentrat 10.000 persones en el mateix Bakhmut, mentre que les fonts russes van afirmar que les forces russes estaven impedint que les tropes ucraïneses avancessin més enllà de la línia de ferrocarril enmig de continus assalts locals.
El 12 d'octubre, els ucraïnesos van continuar informant de guanys no especificats de "centenars de metres" al sud de Bakhmut mentre repel·lien tots els contraatacs russos, mentre que les forces russes afirmaven haver repel·lit els avenços ucraïnesos al llarg de la línia de Klishchiivka-Andriivka-Kurdiumivka.
No obstant això, les tropes ucraïneses havien creuat el ferrocarril al nord de Klishchiivka el 24 d'octubre enmig d'enfrontaments en curs. Els ucraïnesos també van reclamar contraatacs reeixits prop de Khromove i Bohdanivka, al llarg dels voltants occidentals de Bakhmut.

### Renovada la campanya d'ofensiva russa
El 30 d'octubre de 2023, el general Ucraïnès Oleksander Sirski va declarar que les forces russes estaven transferint reserves i "significantment" reforçant la seva agrupació al front de Bakhmut en preparació d'una ofensiva renovada per recuperar les posicions perdudes al llarg dels flancs de Bakhmut. El portaveu militar ucraïnès Volodymyr Fityo, citant informes d'intel·ligència, va declarar que els russos estaven preparant-se des de principis d'octubre de 2023 i que les tropes ucraïneses havien estat reforçant "posicions defensives, enginyeria de fortificacions i extracció de reserves" en resposta.
A principis de novembre, les batalles posicionals al sud de Bakhmut van continuar al llarg de la línia de ferrocarril Klishchiivka-Andriivka-Kurdiumivka, mentre que les fonts russes van reclamar l'augment de les operacions ofensives a l'eix de l'embassament de Berkhivka més al nord-oest de Bakhmut.
El 4 de novembre, fonts russes van reclamar elements de la 200a Brigada de Fusellers de Motors Separats i el destacament "Viking" spetsnaz operava al flanc nord de Bakhmut, segons l'ISW.
El 6 de novembre, fonts ucraïneses i russes van informar que les tropes russes havien fet un avanç "marginal" al sud de l'embassament de Berkhivka, encara que no estava clar en aquell moment si recapturaven tot l'embassament o només la costa sud.
El 10 de novembre, fonts russes van informar que les tropes russes havien recuperat les posicions perdudes a la silvicultura al nord de Klishchiivka i una línia d'arbres al nord d'Andriivka, empenyent les forces ucraïneses lluny de la línia de ferrocarril i l'autopista T0513, però les mines ucraïneses, els drons i l'artilleria complicaven l'avanç. Al seu torn, l'Estat Major General Ucraïnès va informar que repel·leix els assalts prop de Bohdanivka, Ivanivske, Klishchiivka i Andriivka. Mentrestant, el ministeri de defensa rus va declarar que elements del 331è Regiment de Guàrdies Aerotransportats encara operaven al front de Bakhmut.
El 12 de novembre, el general Sirski va confirmar que els russos havien intensificat els seus assalts al front de Bakhmut.
El 29 de novembre, Rússia va dir que les seves forces havien pres el control de Khromove, un poble als afores occidentals de Bakhmut.
El 22 de febrer del 2024 les tropes russes havien entrat en Ivanivske segons Deepstatemap.
El 3 de març del 2024 els atacs russos van intensificar a la zona de Ivanivske i Bohdanivka.